# Camarma de Esteruelas
Camarma de Esteruelas est une commune de la communauté de Madrid, en Espagne.